# Teddy Edelmann
Teddy Edelmann Rasmussen (født 9. september 1941 på Vesterbro, død 1. januar 2018) var en dansk sanger. 

## Historie

### Musik
Han begyndte sin musikalske karriere i 1950'erne under navnet Rock Teddy og senere i bandet The Ready Rock Boys. I 1962 vandt han en konkurrence i Radio Mercur og blev kåret som Nordens Cliff Richard. Året efter blev han medlem af The Caravans, som han brød med i 1968. Sit første store hit fik han i kvartetten Teddy, Chano, Jan og John, der blev dannet i 1970 og hittede med "Ikke flere penge, fyret fra mit job" i 1971 og i 1972 med "Jeg vil bo på Vesterbro". Genren var trucker-country. I 1973 opløstes gruppen, og Teddy Edelmann og Chano Tietze fortsatte som duo frem til 1978. 
I 1984 gik Edelmann solo og fik et kæmpehit med "Himmelhunden", der udover at toppe Giro 413 i månedsvis også blev et hit blandt ungdommen, der fik lejlighed til at opleve Edelmann på adskillige diskoteker. Sangen var oversat fra den svenske "Änglahunden", der er skrevet og komponeret af Hasse Andersson i 1982.
Gennem flere år optrådte han desuden i Tivolis Visevershus sammen med Chano Tietze. 

### Død
Edelmann blev i 2004 ramt af en blodprop. Senere fik han også KOL og lungekræft. Han sov stille ind i hjemmet natten til nytårsdag 2018. 
Ved sin død var han bosat med sin hustru Ritva Marjaana Sariola i Østbirk, få kilometer nordvest for Horsens. Han blev 76 år.

## Filmografi
- Rocking Silver (1983)